# Tarot de Marseille
Pour les articles homonymes, voir Tarot et Tarot (homonymie).
Le tarot dit « de Marseille » est un ensemble de cartes à enseignes (ou couleurs) « latines » qui ont la particularité de posséder une cinquième suite de vingt-deux cartes décorées d'images allégoriques spécifiques. Depuis la fin du XVIIIe siècle, il est associé à la taromancie (cartomancie utilisant le tarot). L'appellation « tarot de Marseille » est utilisée  par Papus, puis elle est popularisée à partir de 1930 par Paul Marteau qui choisit d'intituler son tarot destiné au marché de la cartomancie Ancien Tarot de Marseille.
Le type dit « tarot belge à couleurs latines » (ou « Rouen-Bruxelles ») a coexisté en France (avant de passer en Belgique) au XVIIIe siècle. (Le « Tarot bruxellois », indiqué par une source allemande de 1772, désigne les tarots à couleurs françaises faits à Bruxelles).
Le tarot dit « de Besançon » est une variante du tarot de Marseille, née probablement à Strasbourg au début du XVIIIe siècle et où deux cartes, la Papesse (atout II) et le Pape (atout V), sont remplacées - en général par Junon et Jupiter ; peut-être ces deux cartes étaient-elles jugées blasphématoires ou bien peut-être voulait-on gommer la référence à la papauté. Sa production à Besançon tout au long du XIXe siècle (et alors qu’on n’en faisait plus à Strasbourg) lui a valu ce nom, lui aussi connu de Romain Merlin et Papus.

## Motif des cartes
Le motif dit de Marseille est caractérisé par différents aspects communs aux tarots qu'on regroupe sous ce terme :
- L'ordre des 22 atouts numérotés en haut de la carte avec leurs noms en bas de la carte (avec de légères variations dans l'orthographe et la graphie) ;
- Des cartes numérales à enseignes italiennes.

| Variante  | Épée | Coupe | Denier | Bâton |
| --------- | ---- | ----- | ------ | ----- |
| Plaisance |      |       |        |       |

### Les deux types du «Tarot de Marseille»
Thierry Depaulis a démontré qu’il y avait deux variantes du « Tarot de Marseille » : le type I et le type II. Plusieurs détails, parfois bien visibles, distinguent ces deux types : 
- Sur l’atout IV (l’Empereur), le Type I affiche un 4 en chiffre arabe devant la tête de l’Empereur, le Type II n’affiche rien ici.
- Atout VII (le Chariot – souvent écrit le Charior) : le chariot est pourvu d’un dais dont la retombée est comme une frange godronnée, qui n’est autre qu’un dais à bord ondulé simplifié, tandis que dans le Type II le dais est pourvu d’une sorte de rideau de scène relevé, ce qui le rend plus théâtral.
- Atout XV (le Diable) : dans le Type I, le Diable a un visage humain sur son ventre et ses ailes sont hautes, tandis que dans le Type II son ventre est vide et ses ailes sont plus petites.
- Atout XVIII (la Lune) : dans le Type I, la Lune est vue de face ; dans le Type II, elle est vue de profil, en croissant.
- Atout XXI (le Monde) : c’est là l’un des changements les plus significatifs : dans le Type I, une figure quelque peu androgyne aux cheveux longs se tient au centre de la mandorle, debout sur ses deux jambes, habillée d’une sorte de pagne de feuilles et d’une cape et munie d’un court bâton, évoquant par là un Christ de pitié ou un Ecce homo sans la couronne d’épines, tandis que, dans le Type II, c’est une jeune femme nue, dansant, sa jambe gauche repliée ; elle est simplement « vêtue » d’une longue écharpe (rouge), ses seins et ses hanches arrondies sont bien marqués ; elle est nettement plus « attractive » que le personnage maussade du Type I.
- Dans le Type I, l’écharpe du valet de coupes vient recouvrir la coupe qu’il porte, comme s’il s’agissait d’un ciboire recouvert de son pavillon ; dans le Type II, l’écharpe ne recouvre pas la coupe (un calice ?) dont on voit l’ouverture.
- Le Fou est appelé LE FOL dans le Type I, tandis que dans le Type II il est nommé LE MAT.
- Les cavaliers sont nommés chevalier dans le Type I, cavallier (plus tard cavalier) dans le Type II.

Il y a d’autres détails qui distinguent les deux types, mais ceux-là sont les plus importants.
Les tarots « de Marseille » de type I appartiennent au XVIIe siècle (tarots de Nicolas Rolichon, Philippe Vachier, Jean Noblet) ou au début du XVIIIe siècle (tarots de Jean Dodal, Jean-Pierre Payen, Jean Payen, etc.), tandis que les tarots « de Marseille » de type II ne paraissent pas antérieurs à 1700, le plus ancien portant date étant celui de Pierre Madenié à Dijon, daté 1709. Les tarots « de Marseille » de type II sont généralement mieux dessinés et mieux gravés que ceux de type I, qui apparaissent plus grossiers. Ils semblent refléter ou souci d’amélioration graphique, peut-être en accord avec l’esprit du XVIIIe siècle.
Le tarot dit « de Besançon » est clairement issu du type I du « Tarot de Marseille », mais s’en distingue non seulement par la substitution de figures nouvelles aux atouts II et V, mais aussi par un as de coupes rond et godronné, comme un ciboire, et un diable velu, sans visage humain sur le ventre. 
|        | 1 | 2 | 3 | 4 | 5 | 6 | 7 | 8 | 9 | 10 | Valet | Cavalier | Dame | Roi |
| ------ | - | - | - | - | - | - | - | - | - | -- | ----- | -------- | ---- | --- |
| Denier |   |   |   |   |   |   |   |   |   |    |       |          |      |     |
| Coupe  |   |   |   |   |   |   |   |   |   |    |       |          |      |     |
| Épée   |   |   |   |   |   |   |   |   |   |    |       |          |      |     |
| Bâton  |   |   |   |   |   |   |   |   |   |    |       |          |      |     |

Les exemples connus de tarots de Marseille effectivement faits à Marseille sont essentiellement plus tardifs : François Chosson, Nicolas Conver, Jean Tourcaty pour en citer quelques-uns. Les tarots marseillais à proprement parler présentent entre eux des similarités plus particulières (visage de profil sur la carte de la Lune, dessin du Chariot, etc.).

### Tarot de Besançon et tarots révolutionnaires
Le tarot de Besançon est une variante du tarot « de Marseille » de type I (voir plus haut), née probablement à Strasbourg au début du XVIIIe siècle. Transplanté à Besançon vers 1800 par Jean Jerger, né à Kehl (Allemagne) et formé en Alsace, il y est devenu une sorte de spécialité locale, fabriquée exclusivement à Besançon à partir du début du XIXe siècle.
Il reprend une structure identique au tarot « de Marseille », à l'exception de deux atouts, la Papesse (II) et le Pape (V) qui y sont habituellement remplacés respectivement par Junon et Jupiter, vraisemblablement pour éviter toute controverse ayant trait à la religion. L'as de coupe adopte une forme plus arrondie que dans le tarot « de Marseille ». L'Ermite y est parfois nommé le Capucin.
Parmi les cartiers qui ont créé ou commercialisé des tarots de Besançon, on retient Pierre Lachapelle (Strasbourg, 1725), Nicolas-François Laudier (Strasbourg, 1746), Sebastian Heinrich Joia (Augsbourg, vers 1725-1730), Johann Christoph Hes (Augsbourg, vers 1750), Andreas Benedictus Göbl (Munich, vers 1770), Josef Rauch Miller (Salzbourg, vers 1780), J.-B. Benoist (Strasbourg, vers 1810), J. Jerger (Besançon, début XIXe siècle), Lequart (Paris, vers 1880) .
À la Révolution, des versions du tarot laïcisées ont été faites, basées sur le tarot « de Besançon », par exemple les figures de l'impératrice ou de l'empereur ont été remplacées par la Grand-mère et le Grand-père, l'Ermite devenant le Pauvre, pour respecter les consignes de l'an II sur les jeux de cartes.

### Tarots ditsBelgesdeRouenetBruxelles, aussi appeléscartes de Suisse
Ce sont des tarots à enseignes latines produits en Belgique au XVIIIe siècle, mais dont les plus vieux exemples connus sont français, de Rouen (tarot d'Adam C. de Hautot visible au musée français de la carte à jouer). Ils apparaissent parfois, curieusement, désignés comme cartes de Suisse, et si leur motif rappelle par certains aspects le tarot de Jacques Viéville et par d'autre le portrait bolonais, leur origine reste mystérieuse.
Dans le tarot Belge (à ne pas confondre avec les tarots animaliers belges de la fin du XVIIIe siècle), le Fou (ici, Fol) est parfois numéroté XXII. En outre, comme dans le tarot dit de Besançon, la Papesse (II) et le Pape (V) sont remplacés par d'autres figures, ici respectivement par l'Espagnol - Capitaine Fracasse (souvent estropié en Esragnol - Capitano Eracasse) et Bacchus (Bacus). Le Bateleur (I), écrit Bateleux, Le Diable (XV), La Foudre (XVI) et La Lune (XVIII) reprennent des motifs semblables à ceux du tarot du Français Jacques Viéville (à moins que ce ne soit le contraire). Le Monde reprend un motif similaire au tarot anonyme de Paris du XVIIe siècle.

## Utilisation en cartomancie et héritage ésotérique
Il est généralement admis que les cartes qui sont à l'origine du tarot de Marseille, tout comme le tarot de Marseille lui-même, ont été créées dans le but d'une utilisation ludique. L'hypothèse qui jouit du plus large consensus chez les chercheurs est celle de Michael Dummett qui affirme que tous les usages modernes du tarot en cartomancie ont leur source chez Antoine Court de Gébelin et Louis de Fayolle, comte de Mellet (‘M. le C. de M.’).
Il faut attendre la fin du XVIIIe siècle pour entendre parler avec certitude de cartomancie utilisant le tarot de Marseille, avec Antoine Court de Gébelin - même si certains auteurs présentent des indices qui feraient remonter l'usage divinatoire du tarot à des dates antérieures.
Les cartes du tarot sont appelées lames majeures et mineures ou arcanes majeurs et mineurs par les ésotéristes et les occultistes à partir de 1863.
Aujourd'hui, les auteurs de la tendance occultiste, hermétiste ou ésotérique prêtent au tarot divers usages : chemin initiatique, préservation d'une tradition (alchimique par exemple), tarot divinatoire, etc. sans forcément remettre en question son origine historique ou sa date d'apparition.

## Les cartes du tarot dit «de Marseille»

### Les atouts
Les atouts sont au nombre de vingt-deux, numérotés de I à XXI en numération romaine à la façon du Moyen Âge. Un atout n'est pas numéroté : le Mat ou Fou ou Fol, à l'exception des tarots « belges » de Rouen et Bruxelles où il porte le numéro XXII - les ésotéristes l'ont souvent numéroté, de façons variées, 22 (Falconnier), 0 (Waite) ou placé à la 21e place (Tomberg), chez Oswald Wirth il n'est pas numéroté mais est associé à Shin, la 21e lettre de l'alphabet hébreu. On peut voir dans le joker du jeu standard une descendance du Fol des Tarots à travers l'anglais "the fool" qui est une survivance de cette carte.

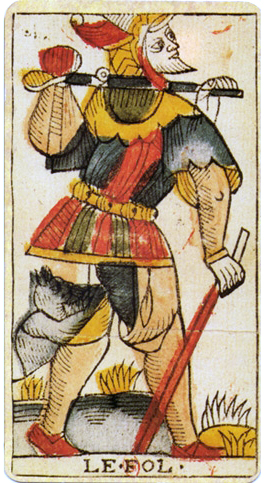
Le Fou ou Le Mat
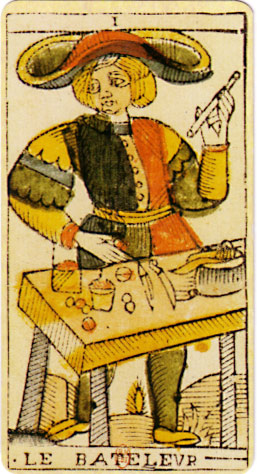
I-Le Bateleur
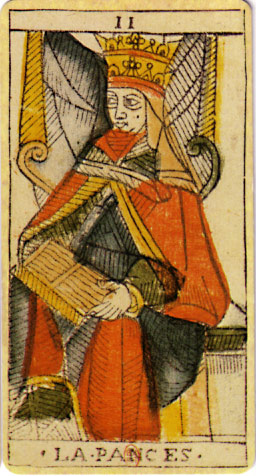
II-La Papesse
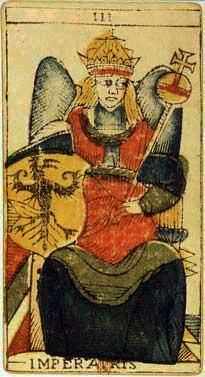
III-L'Impératrice
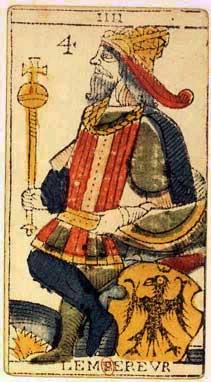
IV-L'Empereur
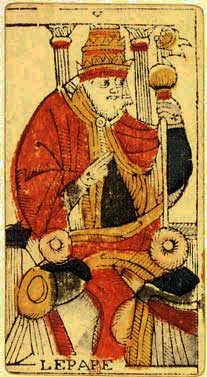
V-Le Pape
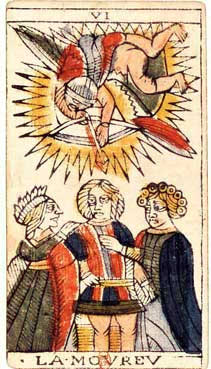
VI-L'Amoureux
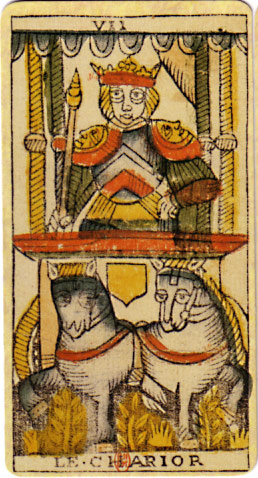
VII-Le Chariot
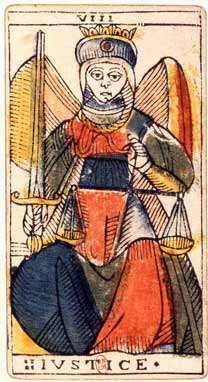
VIII-La Justice
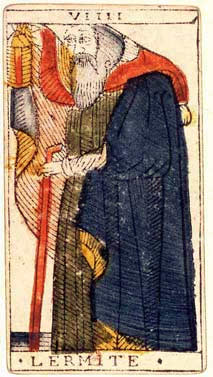
VIIII-L'Ermite
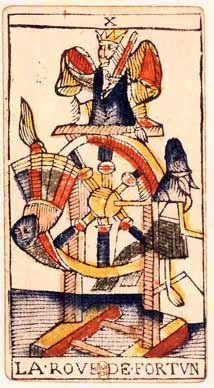
X-La Roue de Fortune
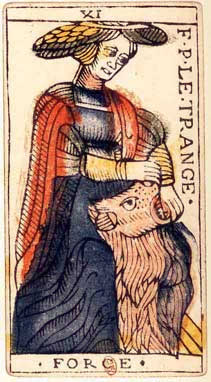
XI-La Force
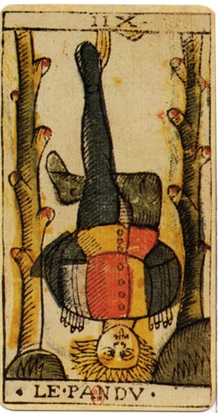
XII-Le Pendu
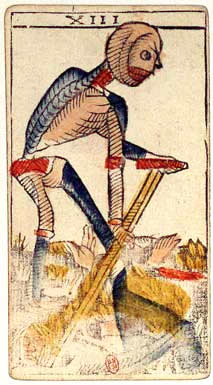
XIII-La Mort
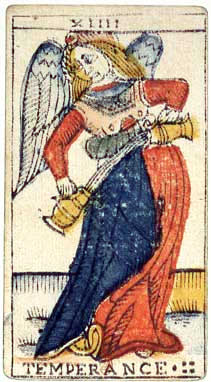
XIIII-Tempérance
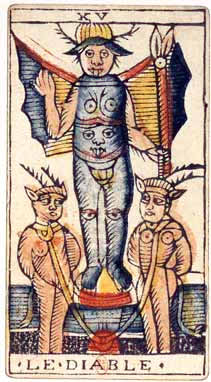
XV-Le Diable
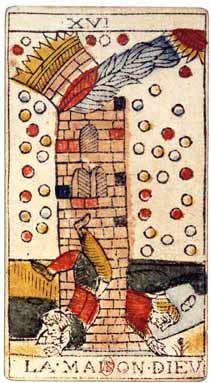
XVI-La Maison Dieu
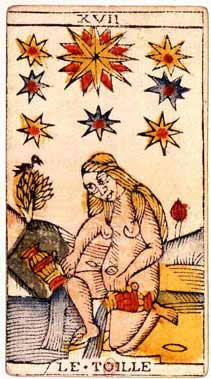
XVII-L'Étoile
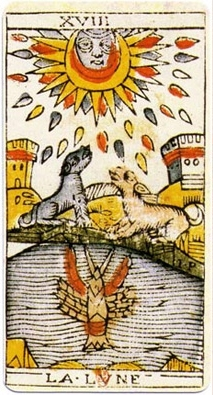
XVIII-La Lune
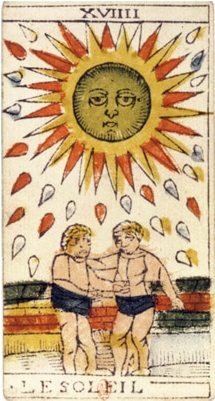
XVIIII-Le Soleil
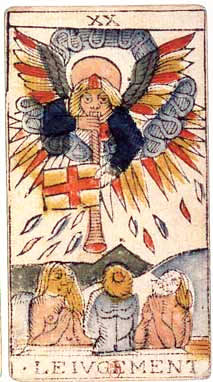
XX-Le Jugement
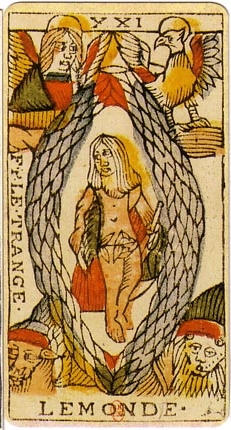
XXI-Le Monde

### Lesenseignes, honneurs et points

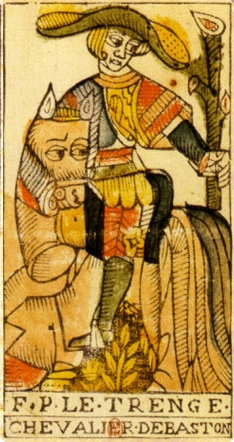
Le cavalier de Bâton, du jeu de Jean Dodal (début XVIII)

Les points ou cartes numérales du tarot de Marseille reprennent les couleurs des cartes à enseignes latines, enseignes italiennes et plus rarement enseignes espagnoles en y ajoutant une carte numérotée dix pour chaque couleur. Les honneurs, têtes ou figures possèdent en plus du Valet, du Cavalier et du Roi, une Reine.
La structure se fonde sur les 4 couleurs (parfois désignées comme enseignes ou anciennement peintures) des enseignes latines : le bâton , la coupe , le denier , l’épée . Pour chaque couleur on trouve donc dix cartes numérales (de l'As au 10) et quatre figures (valet, cavalier, reine, roi), soit quatorze cartes par couleurs et un total de cinquante-six cartes.

## Le tarot de Marseille dans les arts et la culture populaire
On retrouve le tarot dans diverses créations artistiques, cité, parodié, source d'inspiration… pour sa qualité de jeu de cartes mais souvent en lien avec la cartomancie et l'ésotérisme.

### Arts plastiques
- Le tarot de Marseille a inspiré les surréalistes qui créèrent le Jeu de Marseille - avec André Breton, André Masson, Max Ernst, etc.
- Niki de Saint Phalle a basé son Giardino dei Tarocchi sur la série des atouts du tarot dit de Marseille.

### Littérature
- Dans Le Golem de Gustav Meyrink fait de nombreuses références aux jeux anciens de tarot. Pernath trouve un jeu de cartes de tarot et s'identifie au Bateleur ; par la suite Hillel explique à Zwakh que le tarot est un livre qui contient toute la Kabbale.
- Dans Le Château des destins croisés d'Italo Calvino, les personnages muets doivent s'exprimer en utilisant un jeu de cartes de tarot.
- Au début du livre de Michel Tournier, Vendredi ou les limbes du Pacifique, le capitaine Pieter Van Deyssel prédit son avenir à Robinson au moyen d'un tarot de Marseille.
- Dans Le Fil de Pénélope, le philosophe d'Hooghvorst, commente plusieurs hypothèses sur l'origine et l'interprétation des atouts du tarot[22].
- Le poème Arcane 17 d'André Breton a été inspiré par la 17e carte d'atout du tarot : l'étoile[23].
- Dans le cycle de la Tour sombre de Stephen King, il est fait allusion à une pratique de cartomancie qui utilise des cartes dont les noms rappellent un peu le tarot de Waite (le Pendu, La Tour, la Mort), mais surtout des cartes fantaisistes (le Marin, le Prisonnier, la Dame d'Ombres, la Vie).
- L'arcane XVII. L'étoile joue un rôle important dans la construction de Finnegans Wake, roman de James Joyce.
- Dans le roman Le Charlatan (en), publié en 1946, William Lindsay Gresham fait correspondre à chaque chapitre un arcane majeur du tarot.
- Dans le roman Le Cirque des rêves d'Erin Morgenstern, Isabel, l'amie qui s'est amourachée de Marco, possède un tarot de Marseille et tire les cartes avec celui-ci.
- Dans le roman Le Sang de Robespierre d'Alfred Boudry, la cartomancienne « Antoinette Lenormand » élabore un Tarot qui lui permet de rester en contact avec les 78 membres de sa confrérie secrète. Les chapitres du roman portent le titre d'un atout et sont accompagnés d'un poème de l'époque romantique.
- Le roman Là-bas de J.K Huysmans est découpé en 22 sections, chacune rappelant l'un des atouts de façon symbolique.

### Musique
- Le groupe de heavy metal finlandais Tarot.
- Le compositeur Paul Dirmeikis a commencé en 2003 la réalisation d'un cycle de 22 compositions de musique électronique et concrète (avec parfois instruments et/ou clavier électronique)[24].
- Le groupe de death / folk metal "Æther realm" album tarot
- La chanson The Fool on the Hill des Beatles, aurait été inspirée à Paul McCartney par la carte du Mat (The Fool en anglais)[25].

### Cinéma et télévision
- L'affiche du film allemand de 1986 Tarot de Rudolf Thome est un dessin au trait noir coloré des couleurs utilisées dans le tarot de Marseille de Paul Marteau.
- Le personnage principal Hitomi Kanzaki de l'anime japonais Vision d'Escaflowne utilise la cartomancie ; chaque épisode est illustré lors de l'affichage du titre d'une carte du tarot de Marseille.
- La Arcana Famiglia de l'anime japonais La Storia della Arcana Famiglia où un clan de protecteur aux airs de mafioso utilise le pouvoir des arcanes majeurs.
- Dans le film "Live and Let Die" de la série des James Bond (sorti en 1973, avec Roger Moore), Solitaire (Jane Seymour) est la voyante personnelle de Kananga (Yaphett Kotto); ses pouvoirs lui permettent d'utiliser la taromancie à condition qu'elle reste vierge. James Bond la convaincra de coucher avec lui en utilisant un jeu de cartes formé entièrement de la carte de l'Amoureux.
- Dans le film Sherlock Holmes 2: A game of Shadows, Sherlock Holmes (Robert Downey Jr.) à travers un tirage de cartes donne des nouvelles de son frère disparu à la voyante Mme Simza.
- Dans le film Knight of Cups de Terrence Malick sept cartes de tarot représentent des personnages avec lesquels Rick est en relation et servent comme chapitres du film.
- L'archétype "Force Arcane' du jeu de cartes Yu-Gi-Oh (utilisé par Sartorius,un des antagonistes de Yu-Gi-Oh! GX) est basé sur le tarot de Marseille.

### Bande dessinée
- Dans la série de manga JoJo's Bizarre Adventure, presque tous les stands (pouvoirs des personnages) de l'arc Stardust Crusaders sont nommés en référence à des atouts du tarot de Marseille, comme, Star Platinum (L'Étoile) ou The World (Le Monde)
- Dans la série manga animée Vision d'Escaflowne, l'héroïne Hitomi, utilise des cartes de tarot pour lire son avenir. On note néanmoins des différences par rapport au tarot de Marseille classique : la carte du serpent qui n'existe pas dans le tarot de Marseille, et qui est pourtant la carte du premier épisode déclenchant son voyage vers Gaïa. La carte de l'amoureux ne représente pas un homme devant choisir entre deux femmes, mais le sacre d'une union (dernier épisode).

### Jeu vidéo
- Dans la série de jeux vidéo Persona (spin-off de Megami Tensei), les invocations (appelées personae) sont classées en « familles » portant le nom de chacun des atouts du tarot de Marseille.
- Dans le jeu vidéo The Binding of Isaac, jeu vidéo indépendant créé par Edmund McMillen, le personnage incarné par le joueur peut utiliser des cartes portant le nom des atouts du tarot de Marseille pour recevoir des bonus (par exemple : regain de points de vie en utilisant l'amoureux, invincibilité temporaire en utilisant le chariot, etc).
- Dans le jeu vidéo Sayonara Wild Hearts, jeu vidéo indépendant développé par le studio Simogo, les différents personnages et environnements sont tout droit sortis des différents atouts du tarot de Marseille.
- Dans le jeu vidéo Phasmophobia, jeu vidéo indépendant développé par le studio Kinetic Games, les joueurs peuvent trouver sur les lieux de recherche, un paquet de carte de tarot choisies au hasard parmi 10 cartes portant le noms d'atouts du tarot de Marseille, celles-ci peuvent être utilisée pour déclencher différents événements pouvant aider ou gêner les utilisateurs de ces cartes.
- Dans le jeu vidéo, Hand of Fate 2, les titres et mission des niveaux du Story Mode sont des cartes de tarot de Marseille.
- Dans le jeu vidéo Cyberpunk 2077, les atouts du tarot de Marseille sont repris sous une forme futuriste. Ils y occupent une place au moins spirituelle, voire divinatoire, et proposent de guider le joueur dans les multiples choix qui s'offrent à lui.
- Dans le jeu vidéo Balatro, jeu vidéo indépendant développé par LocalThunk, des cartes portant le nom des atouts du tarot de Marseille font office de consommables et peuvent être utilisées pour interagir de diverses manières avec son jeu (gain d'argent, transformation ou duplication de cartes, ajout de bonus divers, etc).